# Mystery train (canción)
Mystery train (esp. Tren misterioso) es una canción originalmente compuesta y grabada por Junior Parker en 1953 del género blues en dos tiempos y luego convertida al estilo rockabilly por Elvis Presley durante sus sesiones de grabación en la compañía Sun Records de Memphis 
A partir de Elvis varios artistas más realizarían versiones de Mystery train a lo largo de los años, entre otros el líder de Stray Cats Brian Setzer  y acompañado del mismo Scotty Moore, el cantante y guitarrista Eric Clapton 

## Composiciones y grabación
El historiador Colin Escott comentó al respecto que el verdadero misterio de la canción reside de dónde proviene el título de la misma, ya que en ningún momento ello es mencionado dentro de la lírica. El tema en si contiene versos similares a los del grupo de folk tradicional americano Carter's family en "Worried man blues" o "El blues del hombre preocupado".
The train arrived sixteen coaches long
The train arrived sixteen coaches long
The girl I love is on that train and gone
La versión de Parker contenía
Train I ride sixteen coaches long
Train I ride sixteen coaches long
Well, that long black train carries my baby home
Elvis modificó la letra respecto a la versión de Parker con los versos 
Train I ride sixteen coaches long
Train I ride sixteen coaches long
Well, that long black traingot my baby and gone 

## Versión de Elvis Presley
La primera edición de Mystery Train por Elvis Presley fue grabada el 20 de agosto de 1955 en formato de disco simple, como cara B del tema I forgot to remember to forget para el sello Sun Records.  El productor Sam Phillips estuvo a cargo de la grabación y presentó como integrantes de la pieza musical a Elvis Presley en voz y guitarra rítmica, Scotty Moore en guitarra líder y Bill Black en contrabajo. Para la ejecución del riff principal de la guitarra eléctrica, Moore utilizó una técnica de arpegio sin púa y con un golpeteo con eco. Moore se inspiró en otro tema del músico Junior Parker, "Love my baby" al momento de establecer ul rif para Mystery train. 
El disco alcanzó con sus dos canciones el Top 10 de la lista del Billboard de Country and Wester  Años más tarde la revista Rolling Stone la incluiría en el puesto # 77 de las 500 mejores canciones de todos los tiempos. 
Cuando Elvis pasó a la compañía RCA Victor, como parte del contrato ésta compró los derechos para reeditar las canciones grabadas previamente por Elvis en la Sun. De esa manera reeditó en noviembre de 1955 la canción Mystery Train, alcanzando esta vez el puesto # 11 del Billboard National Country chart. Años más tarde, durante las presentaciones que Elvis realizó en 1970 en el Hilton Hotel de Las Vegas, grabó en vivo una nueva versión del tema registrado en el documental Elvis that's the way it is,, esta vez mezclado con la canción Tiger Man que ya había interpretado previamente en el especial de  la NBC en1968. 
Hoy en día la canción es considerada como un clásico duradero  y fue la primera grabación en consagrar a Elvis como una estrella a nivel nacional.